# Surtur Rising
Surtur Rising ist das achte Studioalbum der schwedischen Melodic-Death-Metal-Band Amon Amarth. Es erschien am 25. März 2011 in Deutschland, Österreich und der Schweiz über Metal Blade Records Europe, den europäischen Ableger des US-amerikanischen Plattenlabels Metal Blade Records. Am 28. März erschien es in den übrigen europäischen Ländern, in den Vereinigten Staaten am 29. März.
Die Headliner-Tournee zum Album fand zwischen dem 13. und 29. Mai zusammen mit The Black Dahlia Murder und Evocation statt und führte durch Nord- und Mitteleuropa.

## Entstehungsgeschichte

### Songwriting-Prozess
Das Songwriting zu Surtur Rising fand über einen Zeitraum von rund acht Monaten vom Frühjahr bis zum Herbst 2010 statt. Wie auch auf dem Vorgängeralbum Twilight of the Thunder God wurden die Lieder auf Surtur Rising fast ausschließlich von den beiden Gitarristen Olavi Mikkonen und Johan Söderberg komponiert. Von Anfang an hatte man sich zum Ziel gesetzt, „ein härteres, […] wütender[es], trauriger[es], melancholischer[es] und gleichzeitig monströser[es]“ Album zu schreiben, da Twilight of the Thunder God nach Meinung der Band auch aufgrund der „power-metallische[n]“ Produktion (siehe dazu auch Power Metal) teils zu freundlich klang.
Die Arbeits- und Herangehensweise blieb dennoch dieselbe. Mikkonen und Söderberg entwickelten zuerst jeweils unabhängig voneinander Gitarrenriffs, Hooklines und vorläufige Arrangements, die sie dann in ihren Heimstudios aufnahmen, und sich anschließend zum gegenseitigen Review und Verbessern zusandten. Zu den fertigen Stücken wurden die so entstandenen Liedfragmente im letzten Schritt durch das gemeinsame Ausarbeiten der Band im Proberaum. Dazu wurden beim gemeinsamen Proben erneut Demoaufnahmen angefertigt, die dann von den Musikern zu Hause reflektiert und gegebenenfalls um Details verbessert wurden. So wurden alle Lieder des Albums basierend auf kleinen Fragmenten Stück für Stück ausgearbeitet.
Da alle Mitglieder von Amon Amarth mittlerweile vollberuflich Musiker sind, stand der Band wesentlich mehr Zeit als früher zum Proben zur Verfügung. So finden laut Mikkonen rund fünf Mal in der Woche, jeweils von etwa 10 Uhr bis 15/16 Uhr Proben statt, so dass der Songwriting-Prozess effektiver und kürzer vonstattenging als bei früheren Alben.
Während der Stil des Albums nach außen relativ einheitlich wirkt, weisen die einzelnen Teile der Lieder nach Meinung Söderbergs teils signifikante Unterschiede im Kompositionsschema auf. Söderberg spielt vor allem mit Gegensätzen, so dass Strophe und Refrain oftmals gänzlich verschieden ausfallen und seine Lieder eher death-metal-orientiert sind. Mikkonen bevorzugt hingegen die Einheit und Kontinuität innerhalb eines Liedes, und findet seine Inspiration insbesondere im traditionellen Heavy Metal der 1980er Jahre. So basieren seine Lieder meist nur auf einem einzigen Riff, welches in unterschiedlichen Variationen immer wieder aufgegriffen wird. Gelegentlich findet sich noch eine weitere Melodie oder es finden Tonartwechsel statt; die Grundstruktur wird dennoch stets beibehalten. Nicht selten werden aber die Ideen der beiden Musiker zu nur einem Lied vereint.
Ein genaues Schema, in welcher Reihenfolge Text und Musik zusammengefügt wurden, gab es nicht. Teilweise wurde auf ein Textfragment Heggs von Mikkonen oder Söderberg passend die Musik dazu komponiert, andere Texte entstanden hingegen erst basierend auf der fertigen Musik.

### Aufnahmen
Nachdem alle Lieder bis September 2010 fertigkomponiert worden waren, begannen am 1. Oktober 2010, mit dem Einspielen der Schlagzeugspuren, die Aufnahmen zum Album in den Stockholmer Park Studios. Nach Abschluss der Schlagzeug-Aufnahmen unterbrach Amon Amarth die Arbeit am Album für einen Liveauftritt auf dem Loud Park Festival am 16. Oktober in Japan, der den ersten Auftritt Amon Amarths überhaupt in Japan darstellte. Anschließend setzte man die Aufnahmen in den Fascination Street Studios im schwedischen Örebro mit dem Einspielen der Bass- und Gitarrenspuren fort, und schloss mit dem Gesang ab. Die Bonuslieder wurden nach erneutem Studiowechsel im südwestschwedischen Varberg aufgenommen. Endgültig konnten die Aufnahmen (ohne Mastering und weitere Produktionsschritte) am 15. Dezember 2010 abgeschlossen werden. Der Endmix wurde von Jens Bogren übernommen und dauerte bis Mitte Januar 2011.

### Weitere Entwicklung und Promotion
Das Albumcover wurde zusammen mit der Titelliste als Albumvorschau bereits am 18. Januar 2011 veröffentlicht. Neun Tage später, am 27. Januar 2011 wurde War of the Gods als erstes Lied des Albums über den YouTube-Channel von Metal Blade Records veröffentlicht. Mit Slaves of Fear wurde ein weiteres Lied des Albums vorveröffentlicht. Es erschien am 14. Februar 2011 exklusiv zum kostenlosen Streamen auf der Website des amerikanischen Decibel-Magazins. Einen weiteren Exklusivpartner fand man mit dem deutschen Metal Hammer, auf dessen Website am 10. März als drittes und letztes Lied For Victory or Death vorveröffentlicht wurde.
Die ersten beiden genannten Lieder wurden auch auf mehreren Samplern diverser Musikmagazine veröffentlicht. Dazu gehörten unter anderem die CD-Beilagen Metal Hammer – Maximum Metal Vol. 161, Rock Hard – Lauschangriff Vol. 009, Terrorizer 207 – Fear Candy 91 und Zero Tolerance – Issue 040.

## Versionen
Von Surtur Rising gibt es mehrere Editionen, die sich teils deutlich unterscheiden.
- „Normale“ CD-Version (mit 16-seitigem Booklet)[12]
- CD & DVD Limited Edition

Die DVD enthält die Aufzeichnungen der „Bloodshed over Bochum“-Konzertreihe, bei der Amon Amarth zwischen dem 28. und 31. Dezember 2008 an vier Abenden hintereinander jeweils eines ihrer ersten vier Alben komplett spielten. Dazu kommt noch ein 28-seitiges Booklet.
- 2-LP Limited Edition

Dieser Version liegt ein Poster des Albumcovers bei, zudem enthält sie einen Bonustrack.
- 2-LP Coloured Edition

Diese Version ist mit der 2-LP Limited Edition inhaltlich identisch, sie unterscheidet sich lediglich durch das "farbige Vinyl in rot-schwarzer Splatteroptik". Erhältlich exklusiv bei EMP.
- Limited Edition Box Set

Hierbei handelt es sich ebenfalls um eine exklusive EMP-Mailorder-Edition. Neben der CD und der DVD, die mit der Limited Edition identisch sind, liegt bei dieser Version noch eine 1 × 1,5 Meter große Flagge, und eine rund 14 Zentimeter hohe Surtur-Action-Figur bei.
- Amazon Limited Edition

Bei dieser Version ist das Booklet im LP-Format gestaltet. Enthalten ist neben der Audio-CD auch die „Bloodshed over Bochum“-Konzertreihe auf DVD sowie ein A1-Poster des Albumcovers.
Für den amerikanischen Markt bestand darüber hinaus die Möglichkeit, für einen Aufpreis von 10 US-Dollar bei der Vorbestellung des Albums ein T-Shirt mitzuerwerben. Der Verkauf des T-Shirts, auf dem Surturs Flammenschwert abgebildet ist, endete mit dem Erscheinungsdatum des Albums in Amerika, dem 29. März 2011. Es ist seitdem nicht mehr aus erster Hand im Handel erhältlich.

## Titelliste
Die folgende Tabelle gibt die reguläre Titelliste wieder, die bei allen Versionen identisch ist.
| #  | Titel                                   | Länge |
| -- | --------------------------------------- | ----- |
| 1  | War of the Gods                         | 4:33  |
| 2  | Töck’s Taunt – Loke’s Treachery Part II | 5:58  |
| 3  | Destroyer of the Universe               | 3:40  |
| 4  | Slaves of Fear                          | 4:25  |
| 5  | Live Without Regrets                    | 5:03  |
| 6  | The Last Stand of Frej                  | 5:37  |
| 7  | For Victory or Death                    | 4:29  |
| 8  | Wrath of the Norsemen                   | 3:44  |
| 9  | A Beast Am I                            | 5:14  |
| 10 | Doom over Dead Man                      | 5:55  |

### Bonus-Lieder
Über die normale Titelliste hinaus veröffentlichte Amon Amarth auch drei Coverversionen von Liedern bekannter Metal-Bands als Bonustitel. Zwar gibt es beim limitierten Box-Set zwei Bonuslieder, eine Version mit allen drei Bonusliedern gibt es jedoch nicht. Die folgende Tabelle gibt daher Auskunft über die veröffentlichten Bonuslieder:
| #         | Titel                            | Länge | Enthalten auf                                    |
| --------- | -------------------------------- | ----- | ------------------------------------------------ |
| * 11 * 12 | Balls to the Wall (Accept-Cover) | 3:38  | * 2-LP Limited Edition * Limited-Edition-Box-Set |
| 11        | War Machine (Kiss-Cover)         | 5:21  | Limited-Edition-Box-Set                          |
| 11        | Aerials (System-of-a-Down-Cover) | 3:39  | iTunes-Download                                  |

### Inhalte und Hintergründe der Lieder
- War of the Gods: Das Lied handelt vom Wanenkrieg, bei dem die beiden Göttergeschlechter der Asen und Wanen gegeneinander kämpfen und schließlich,[16] um den nach dem Krieg entstandenen Frieden zu sichern, Geiseln austauschen. Dennoch köpfen die Wanen den Riesen Mimir und senden seinen abgetrennten Kopf an Odin.[17]
- Töck’s Taunt – Loke’s Treachery Part II: Protagonist der Liedtext-Handlung ist hier der Gott Loki, der die Gestalt einer alten Riesin namens Töck angenommen hat.[17] Nachdem Loki sich für den Tod Balders verantwortlich gemacht hat, will Hel diesen erst zurückkehren lassen, wenn alle Dinge ihm nachweinen. Töck jedoch verweigert dies. Stattdessen verhöhnt sie die Asen für deren Versuch, Balder zu befreien, und versucht sie auch davon abzubringen, mit den Rettungsversuchen fortzufahren.[17]
- Destroyer of the Universe: Ursprünglich sollte Destroyer of the Universe das Titellied sein.[17] Letztlich entschied sich die Band für den Namen Surtur Rising, jedoch behielt das Lied Destroyer of the Universe seinen Namen. Das Lied handelt von Surtur, der im Zuge des Weltenuntergangs Ragnarök alles durch seinen Zorn und sein Feuer- und Flammenschwert zerstört.[17] Er stirbt dabei auch selbst.[17]

- Slaves of Fear stellt thematisch gesehen eine Ausnahme im Schaffensprozess der Band dar.[17] Es beschreibt die Unterdrückung von Menschen durch die großen Weltreligionen,[16] und wie diese das Denken für ihre Anhänger übernehmen,[9] und Vorurteile sowie Hass gegen andere religiöse Gruppen schüren.[16] Insbesondere wird auch auf religiöse Fanatiker angespielt, die versuchen, Menschen über deren Ängste zu kontrollieren.[17]
 Inspiriert wurde Sänger und Texter Johan Hegg durch ein Streitgespräch, in dem sein Diskussionspartner die These aufstellte, dass es gut wäre, sich von einem Gott leiten zu lassen, und dass nur der freie Wille eines jeden die Welt schlecht mache.[16] Hegg ist jedoch vom Gegenteil überzeugt.[16]
 Das Hauptriff stellt, laut Schlagzeuger Fredrik Andersson, ein Tribut an den 2010 verstorbenen Sänger Ronnie James Dio dar, da Andersson seine Inspiration zu der Melodie durch Dios Lied Holy Diver fand.[9]
- Live Without Regrets: Das lyrische Konzept basiert auf einigen Versen des Hávamál-Buches der Lieder-Edda, in denen beschrieben wird, wie man ein Leben ohne Furcht führen soll, so Johan Hegg.[17] In dem Lied geht es daher darum, für das zu kämpfen, was einen jeden ausmacht, woran man glaubt, und das auch auszuleben.[17] Sein Glück finde ein jeder, wenn er das tut, was für ihn und seine Mitmenschen gut ist, und sein Leben auch nutzt, da es kostbar ist und jeder nur eines hat.[17]
 Johan Hegg beschreibt in dem Lied seine persönlichen Ansichten über das Leben, aber auch die Art und Weise, wie die Wikinger lebten, da sie als Fatalisten relativ furchtlos waren.[17]
- The Last Stand of Frej stellt ebenfalls eine Verbindung zum Titellied und zum Albumtitel dar.[17] Im Text trifft Frej bei Ragnarök auf Surtur. Sowohl im Liedtext als auch in den Erzählungen in der Edda sorgt Frej dafür, dass Surtur sterben wird, bevor er selbst durch den Feuerriesen getötet wird.[17]
 Der Liedname stellt ein Wortspiel dar,[17] da er einerseits auf Frejs letzten Auftritt in der nordischen Mythologie hinweist („Last Stand“)[17] und andererseits auf dessen Attribut als Fruchtbarkeitsgott hinweist, im Zuge dessen er stets mit großen Phallus beschrieben und abgebildet wurde.
- For Victory or Death ist thematisch an das Lied Slaves of Fear angelehnt. So handelt der Liedtext über die, nach Heggs Meinung, jahrhundertelange Unterdrückung der Menschheit durch Religionen, und dass es schließlich zu einem Umdenken kommt, so dass die Religiosität zunehmend an Bedeutung verliert.[17]
 Als bekennender Atheist[16][17] begrüßt Hegg die Entwicklung, dass die Natur des Menschen und die Menschlichkeit Aberglaube und Religion zunehmend ablösen würden.[17] Inspiriert zu diesem Lied wurden Söderberg und Mikkonen stark von Iron Maiden. Musikalisch stellt das Lied daher, nach Angaben Amon Amarths, ein Tribut an Iron Maiden dar.[10]
- Wrath of the Norsemen handelt von einem Mann der aus der Bewusstlosigkeit aufwacht, und nicht weiß, wo er ist, und was mit ihm geschehen ist.[17] Als er sich umschaut, erkennt er aber, dass er auf einem Schlachtfeld liegt, und um ihn herum alle Krieger tot sind.[17] Grund für die entstandene Verwüstung und Tötung seiner Verbündeten war ein Angriff von Wikingern.[17]
- A Beast Am I handelt vom Fenriswolf.[17] Die Handlung des Liedtextes besteht hauptsächlich aus einem Monolog des Fenriswolfes, in dem er erzählt, wer er ist, von seinen Taten berichtet und prophezeit, was am Ende der Welt, der Ragnarök, geschehen wird. Da er von den Asen in Asgard eingesperrt wurde, sehnt er sich nach Freiheit und Rache,[17] die er in der Tötung Odins finden wird.
 Das eigentliche Lied endet nach 3 Minuten und 34 Sekunden. Nach einigen Sekunden Stille beginnt bei 3:43 ein Hidden Track. Dieser stellt ein melodiöses Instrumental dar und dient als Intro für das Nachfolgende Lied Doom over Dead Man.[2]
- Doom over Dead Man: Der Liedtext ist auch bei diesem Lied durch die Hávamál beeinflusst, maßgeblich durch den 76. Vers:

| Deyr fé, deyja frændr, deyr sjalfr it sama, ek veit einn, at aldrei deyr: dómr um dauðan hvern. | Vieh stirbt, Freunde sterben, genauso stirbt man selbst. Aber ich weiß eines, das niemals stirbt: Wie das Urteil über jeden Toten lautet. |

Nach eigenen Aussagen interpretierte Hegg diese Strophen so, dass ein Jeder sterben muss. Aber an das, was wir zu Lebzeiten vollbringen, wird man sich auch noch nach dem Tod erinnern. Wenn man also seinen Mitmenschen durch gute Taten im Gedächtnis bleibt, wird man auch nach dem Tod noch geschätzt. So wird man solche Leute vermissen und um sie trauern, aber sie werden von dem Toten noch lernen und einen Teil von ihm in sich weitertragen. Diese Art und Weise der Erinnerung stellt für Hegg Unsterblichkeit dar.
Das Lied handelt jedoch vom Gegenteil. Der Protagonist ist ein Mann, der in seinem Leben kaum gute Taten verrichtet hat. Im Sterben erkennt er, dass er sein Leben verschwendet hat, aber es nun zu spät ist, alles wieder gut zu machen.

## Stil

### Name
Der Name Surtur Rising stellt einen Tribut an den Feuerriesen Surt aus der nordischen Mythologie dar. Dennoch handelt es sich ausdrücklich nicht um ein Konzeptalbum, wie Sänger Johan Hegg betont. Die Thematisierung Surturs ist nicht neu bei Amon Amarth. Er kam bereits in den Texten zu Burning Creation (Sorrow Throughout the Nine Worlds), Releasing Surtur’s Fire (The Crusher) und Death in Fire (Versus the World) vor. Mit Surt einem Feind der Asen nun ein ganzes Album zu widmen, begründete Gitarrist Olavi Mikkonen gegenüber dem deutschen Legacy-Magazin wie folgt:

„Surtur ist eine inspirierende Gestalt, um nicht zu sagen, er ist ein böser und mächtiger Riese, und Feuer ist ein faszinierendes Element. Einen besonderen Anlass, sich ihm zuzuwenden, gab es für uns nicht. Wir haben einige Werke nun schon Odin und Thor gewidmet, da dachten wir uns einfach, dass es an der Zeit wäre, ein Album über Surtur zu schreiben.“

Den Ausschlag gab letzten Endes das Lied Destroyer of the Universe, welches eines der ersten fertiggestellten Lieder war, und mehr zufällig erneut über Surtur handelte.

### Musik
Musikalisch baut Surtur Rising auf dem Vorgängeralbum Twilight of the Thunder God auf. Dennoch steht die Musik, die nach Mikkonen „düsterer und epischer“ klingt, im Einklang mit dem zentralen Thema des Albums. Weiterhin äußerte er sich:

„Wir haben zehn Lieder aufgenommen, die typisch nach Amon Amarth klingen, wobei alle einen epischen Touch haben. Für Surtur Rising haben wir zudem unsere bislang brutalsten und melodischten Ideen umgesetzt. […] Einige Songs tendieren in Richtung unserer Anfangstage, andere lehnen sich an unseren jüngeren Kompositionen an.“

Verglichen mit älteren Lieder weist das Album ein komplexeres Songwriting auf, sodass bei vielen Lieder die klare Differenzierung zwischen Strophe und Refrain nur schwer möglich ist.
Entgegen früheren Jahren, in denen Amon Amarth den eigenen Stil als reinen Death Metal beschrieb, sieht die Band einerseits die Musik auf Surtur Rising als regulären Heavy Metal mit death-metal-typischem gegrowltem Gesang, andererseits aber auch sich selbst mittlerweile als Heavy-Metal-Band, mit diversen anderen Einflüssen.
Der Gesang gestaltet sich trotz der Gesangstechnik recht variabel. So ist im Metal Hammer die Rede von „genialen Gesangsarrangements“ und „hymnenhaften Chorus[sen]“ und in dem Lied The Last Stand of Frej finden sich die tiefsten bisher von Johan Hegg gesungenen Töne.
Wie auch auf den Vorgängeralben sind die Gitarren um fünf Halbtöne heruntergestimmt, so dass sich als Stimmung H-E-A-D-f#-h ergibt. Aufgenommen wurden die Gitarrenspuren ausschließlich über Explorer- und Les-Paul-Modelle der Firma Gibson und dem 6505 Verstärker.
Bei einigen Liedern sind auch Streichinstrumente zu hören. Arrangiert wurden diese von Martin Jacobsson und eingespielt durch das Dark Passanger Orchestra.

### Texte
Thematisch bleibt die Band ihrem Konzept der letzten Alben über die nordische Mythologie treu, vermeidet jedoch klischeehafte Heroenschlachten zu besingen, und konzentriert sich mehr auf die Mythologie an sich.

„Wir haben das Gefühl, dass es für uns noch viel zu erzählen gibt. Andere Bands landen textlich häufig auf dem Schlachtfeld, während wir uns eher in die Mythologie der Wikinger vertiefen. Die Ideen gehen uns in dieser Hinsicht nicht aus.“

Schon bei den letzten beiden Alben zeichnete sich aber die Tendenz ab, auch andere Thematiken aufzugreifen. Sänger Hegg erklärt, dass er seine Inspiration auch in ganz alltäglichen Dingen finde, entscheidend sei nur, dass diese ihn zum Denken anregen, so dass er diese Gedanken beim Schreiben der Texte einfließen lassen kann. Damit sich die Texte dennoch anschaulich, verständlich und nicht zu theoretisch geben, „[werden] die Einflüsse aus dem täglichen Leben in ein Gerüst transportiert […], das dem mythischen Charakter von Amon Amarth […] entspricht“. Im übertragenen Sinne werden so auch viele aktuelle Geschehnisse mit der skandinavischen Mythologie in Verbindung gebracht. Wichtig sei bei den Texten stets, „dass die Leute verstehen, was [die Band sagen wolle] und gleichzeitig genügend Spielraum bleibt, damit [man seine] eigenen Interpretationen betreiben [kann]“, äußerte sich Hegg gegenüber dem Legacy-Magazin.

### Artwork
Das Artwork stammt von Tom Thiel, der auch bereits das Cover zu Twilight of the Thunder God und zusammen mit Thomas Ewerhard das Cover zu Versus the World entworfen hatte. Es zeigt den finalen Kampf Surturs gegen den unbewaffneten Freyr. Im Stile der älteren Artworks ist es überwiegend in Rot- und Gelbtönen gehalten und ist von Feuern und Flammen geprägt.
Für die Ausarbeitung bekam Thiel einige bis zum Sommer 2010 fertiggestellte Liedtexte und Informationen, auf welche Art und Weise Surtur dargestellt werden sollte. Basierend darauf wurde dann das Cover von ihm ausgearbeitet.

## Rezeption
Das Album verkaufte sich sehr gut und konnte in vielen europäischen Ländern und in Nordamerika hohe Chartpositionen erreichen. So verkaufte sich Surtur Rising in der ersten Woche in den Vereinigten Staaten bereits rund 15.000 Mal und stieg damit auf Platz 34 der Billboard Top 200, auf Platz 6 der Billboard Top Independent Album Charts und auf Platz 1 der Billboard Top Hard Music Albums. Ebenfalls gute Platzierungen erzielte das Album in Kanada. Dort stieg es auf Platz 19 der Canada’s Top 200 Charts, Platz 5 der Independent Charts und Platz 2 der Hard Charts ein. In Deutschland stieg das Album mit 14.000 verkauften Einheiten auf Platz 8 der Charts ein. Im Metal Hammer wurde es zum Album des Monats gewählt und erhielt mit sieben Punkten die Höchstpunktzahl. Herausgestellt werden durch den Redakteur Florian Krapp die „epische[n] Soli, starke[n] Melodien [und die unglaubliche Mischung aus] furiosen Death- und klassischen Heavy Metal“. Weiterhin kommt er zu folgendem Fazit:

„Insgesamt wirkt Surtur Rising düsterer, trauriger, aber gleichzeitig auch angriffslustiger als Twilight of the Thunder God. Man merkt, dass sich die Band darauf konzentriert, ein noch stimmigeres Gesamtwerk abzuliefern. Dem steht die Produktion von Jens Bogren in nichts nach: Die vielen feinen Melodien, die beizeiten sogar zart wirken, kommen genauso gut rüber wie das kraftvolle Schlagzeug und die druckvollen Gitarrenwände. Für mich bereits jetzt das Album des Jahres!“

Auch beim Rest der Metal-Hammer-Redaktion sorgte das Album für großes Aufsehen, wurde durchweg gelobt und erhielt fast ausschließlich Höchstpunktzahlen bei der Bewertung. Gewählt durch die Leserschaft des Metal Hammers, wurde Amon Amarth auf dem Wacken Open Air 2011 für Surtur Rising der Metal Hammer Award für das Beste Album verliehen.
Auch in anderen Print- und Online-Magazinen erhielt das Album nahezu ohne Ausnahme positive Rezensionen und Bewertungen. So vergab das deutsche Legacy-Magazin für das Album 13 von 15 möglichen Punkten. Das niederländische Webzine lordsofmetal.nl sieht das Album als einen überaus gelungenen Nachfolger von Twilight of the Thunder God und vergab mit 95 Punkten fast die Höchstpunktzahl. 4,5 Punkte von fünf vergab metalunderground.com und bezeichnete das Album als das vielfältigste, dynamischste und beste Album bis jetzt in der Bandgeschichte.
Andere deutschsprachige Onlinemagazine bewerteten ebenfalls grundsätzlich positiv, jedoch insgesamt zurückhaltender. So erhielt das Album bei metal.de 7 von 10, bei dark-festivals.de 7,5 von 10 und bei musikreviews.de 10 von 15 Punkten.

## Musikvideo
Zum Lied Destroyer of the Universe wurde ein Musikvideo gedreht. Es wurde am 27. Juni 2011 über BlankTV veröffentlicht und zeigt die Livevorführung des Liedes beim Auftritt der Band am 6. Mai in Philadelphia im Theatre Of Living Arts. Regisseur ist David Brodsky, der auch bereits Musikvideos für The Black Dahlia Murder, The Devin Townsend Project, Suicide Silence, Municipal Waste, Whitechapel und weitere gedreht hat.